# 13841 Blankenship
13841 Blankenship eller 1999 XO32 är en asteroid i huvudbältet som upptäcktes den 6 december 1999 av LINEAR i Socorro County, New Mexico. Den är uppkallad efter Paula A. Blankenship.
Den tillhör asteroidgruppen Massalia.